# 8 أبريل
- السبت
- الأحد
- الاثنين
- الثلاثاء
- الأربعاء
- الخميس
- الجمعة

- 2929 رمضان 1446  هـ
- 301 شوال 1446  هـ
- 312 شوال 1446  هـ
- 13 شوال 1446  هـ
- 24 شوال 1446  هـ
- 35 شوال 1446  هـ
- 46 شوال 1446  هـ
- 57 شوال 1446  هـ
- 68 شوال 1446  هـ
- 79 شوال 1446  هـ
- 810 شوال 1446  هـ
- 911 شوال 1446  هـ
- 1012 شوال 1446  هـ
- 1113 شوال 1446  هـ
- 1214 شوال 1446  هـ
- 1315 شوال 1446  هـ
- 1416 شوال 1446  هـ
- 1517 شوال 1446  هـ
- 1618 شوال 1446  هـ
- 1719 شوال 1446  هـ
- 1820 شوال 1446  هـ
- 1921 شوال 1446  هـ
- 2022 شوال 1446  هـ
- 2123 شوال 1446  هـ
- 2224 شوال 1446  هـ
- 2325 شوال 1446  هـ
- 2426 شوال 1446  هـ
- 2527 شوال 1446  هـ
- 2628 شوال 1446  هـ
- 2729 شوال 1446  هـ
- 2830 شوال 1446  هـ
- 291 ذو القعدة 1446  هـ
- 302 ذو القعدة 1446  هـ
- 13 ذو القعدة 1446  هـ
- 24 ذو القعدة 1446  هـ

8 أبريل أو 8 نيسان أو يوم 8 \ 4 (اليوم الثامن من الشهر الرابع) هو اليوم الثامن والتسعون (98) من السنة البسيطة، أو اليوم التاسع والتسعون (99) من السنوات الكبيسة وفقًا للتقويم الميلادي الغربي (الغريغوري). يبقى بعده 267 يوما لانتهاء السنة.

## أحداث
- 1879 - والي مصر الخديوي إسماعيل يقرر طرد الوزيرين البريطاني والفرنسي من الحكومة المصرية.
- 1904 - توقيع الاتفاق الودي بين فرنسا وبريطانيا بخصوص تقسيم نفوذهما في الوطن العربي.
- 1906 - التوقيع على مرسوم يمنح فرنسا وإسبانيا السيطرة على مراكش.
- 1914 - الولايات المتحدة وكولومبيا توقعان معاهدة لتنظيم حقوق الطرفين في منطقة قناة بنما.
- 1922 - عقد مؤتمر كربلاء برئاسة محمد الخالصي بعد إغارة فرقة من الإخوان على بعض العشائر العراقية وقُتل فيها 700 شخص في جنوب محافظة ذي قار.
- 1946 - عقد آخر اجتماع لعصبة الأمم.
- 1948 - مقتل عبد القادر الحسيني في معركة القسطل.
- 1957 - إعادة افتتاح قناة السويس أمام الملاحة البحرية بعد إغلاقها بسبب العدوان الثلاثي.
- 1970 - القوات الجوية الإسرائيلية تقصف مدرسة بحر البقر بمحافظة الشرقية في مصر، وأدى ذلك إلى مقتل 30 طفلًا.
- 1985 - الهند تقاضي شركة الكيمياويات «يونيون كاربيد» على مقتل 2000 من المواطنين الهنود وإصابة 200000 آخرين في حادثة بوبال.
- 1993 - مقدونيا تنضم إلى الأمم المتحدة بعد استقلالها من يوغوسلافيا.
- 2004 - اتفاق لوقف إطلاق النار بين الحكومة السودانية واثنين من الحركات المتمردة في دارفور وذلك فيما عرف بنزاع دارفور.
- 2005 - بدأ مراسم جنازة بابا الكنيسة الكاثوليكية يوحنا بولس الثاني في الفاتيكان.
- 2010 - الرئيسان الأمريكي باراك أوباما والروسي دميتري ميدفيديف يوقعان في العاصمة التشيكية براغ على اتفاقية جديدة بين بلديهما حول تقليص حجم ترسانتهما النووية.
- 2013 - انفجار سيارة مفخخة بالقرب من مصرف سورية المركزي في دمشق يؤدي إلى مقتل 15 وجرح 53 بينهم أطفال في إحدى المدارس المجاورة.
- 2015 -
  - محكمةٌ فدراليَّة تُصدرُ قراراها باعتبار جوهر تسارناييڤ مُذنبًا بِثلاثين تُهمة تتعلَّق بتفجيري ماراثون بوسطن، وهذه الإدانة تجعله مؤهلاً لعقوبة الإعدام.
  - قراصنة على الإنترنت من تنظيم الدولة الإسلامية (داعش) يقطعون بث قناة تي في 5 موند الفرنسية ويتحكمون في مواقعها بالإنترنت.
- 2016 -
  - الحكم على الوزير اللبناني السابق ميشال سماحة بالسجن 13 عاما مع الأشغال الشاقة.
  - مصر والسعودية تعلنان عن الاتفاق على تنفيذ جسر بري يربط بين مصر والسعودية عبر البحر الأحمر.
- 2019 - الولايات المتحدة الأمريكية تدرج الحرس الثوري الإيراني على لائحة المنظمات الموصوفة بالإرهابية.
- 2024 - حدوث كسوف كلي للشمس في جميع أنحاء أمريكا الشمالية.
- 2025 - انهيار سقف ملهى ليلي أثناء عرض موسيقي يودي بحياة 225 شخصًا في سانتو دومينغو بجمهورية الدومينيكان.

## مواليد
- 1859 - إدموند هوسرل، فيلسوف ألماني.
- 1875 - ألبير الأول، ملك بلجيكا.
- 1892 - ماري بيكفورد، ممثلة أمريكية.
- 1904 - جون هيكس، اقتصادي بريطاني حاصل على جائزة نوبل في العلوم الاقتصادية عام 1972.
- 1909 - جون فانتي، روائي أمريكي.
- 1911 - ملفين كالفن، عالم كيمياء حيوية أمريكي حاصل على جائزة نوبل في الكيمياء عام 1961.
- 1911 - إميل سيوران، كاتب و فيلسوف روماني.
- 1923 - شافية أحمد، مغنية مصرية.
- 1926 - لاديسلاف بافلوفيتش، لاعب كرة قدم تشيكي.
- 1929 - جاك بريل، مغني بلجيكي.
- 1938 - كوفي أنان، أمين عام الأمم المتحدة.
- 1942 - حياة أبو النصر، كاتبة وشاعرة مصرية.
- 1949 - عبد الرزاق حسين، أكاديمي أدبي وكاتب قصصي وشاعر أردني.
- 1950 - غجيغوج لاتو، لاعب كرة قدم بولندي.
- 1954 -
  - وليد توفيق، مغني لبناني.
  - فاضل المالكي، عالم وخطيب مرجع شيعي عراقي.
- 1955 - مي الكيلة، طبيبة، ودبلوماسية وسياسية فلسطينية.
- 1959 - أرتو يافاناينن، لاعب هوكي جليد فنلندي.
- 1962 - محمد حسان، داعية إسلامي مصري.
- 1973 - خالد بدرة، لاعب كرة قدم تونسي.
- 1977 - آنا دي لا ريغيورا، ممثلة مكسيكية.
- 1979 - منذر رياحنة، ممثل أردني.
- 1986 - إيغور أكينفيف، حارس مرمى كرة قدم روسي.
- 1990 -
  - ذياب عوانة، لاعب كره قدم إماراتي.
  - كيم جونغ هيون، مغني كوري جنوبي.

## وفيات
- 217 - كاراكلا، إمبراطور روماني.
- 1931 - إريك أكسل كارلفلت، شاعر سويدي حاصل على جائزة نوبل في الأدب عام 1931.
- 1936 -
  - روبرت باراني، طبيب مجري حاصل على جائزة نوبل في الطب عام 1914.
  - نينوميا تشوهاتشي، مخترع ياباني.
- 1948 - عبد القادر الحسيني، مجاهد فلسطيني.
- 1970 - أحمد أمين الكاظمي، رياضياتي وكاتب عراقي.
- 1973 - بابلو بيكاسو، فنان إسباني.
- 1984 - بيوتر كابيتسا، عالم فيزياء روسي حاصل على جائزة نوبل في الفيزياء عام 1978.
- 1992 - دانيال بوفه، طبيب إيطالي حاصل على جائزة نوبل في الطب عام 1957.
- 2009 - توفيق الشاوي، قانوني مصري.
- 2013 - مارغريت تاتشر، رئيسة وزراء المملكة المتحدة.
- 2018 - حمدان شلبي، ممثل سعودي.
- 2025 - ريناد ثلجي، ممثلة أردنية.

## أعياد ومناسبات
- عيد ميلاد بوذا في اليابان.
- اليوم العالمي للغجر.

## وصلات خارجية
- وكالة الأنباء القطريَّة: حدث في مثل هذا اليوم.
- النيويورك تايمز: حدث في مثل هذا اليوم.
- BBC: حدث في مثل هذا اليوم.